# Bumisari (Natar)
Bumisari is een bestuurslaag in het regentschap Lampung Selatan van de provincie Lampung, Indonesië. Bumisari telt 7902 inwoners (volkstelling 2010).